# Вёрт (кантон)
Вёрт (фр. Canton de Wœrth) — упразднённый кантон на северо-востоке Франции, в регионе Эльзас, департамент Нижний Рейн, округ Висамбур. Площадь кантона Вёрт составляла 100,93 км², количество коммун в составе кантона — 17, численность населения 12 621 человек (по данным INSEE, 2012), при средней плотности 125 жителей на квадратный километр (км²).

## Географическое положение
Кантон граничит на севере с Германией, с районом Гермерсхайм в Рейнланд-Пфальце. На востоке Верхний Рейн образует границу с немецким районом Раштатт в административном округе Карлсруэ в Баден-Вюртемберге.
Внутренние французские границы существуют к югу с кантоном Сельц и в западной части, с кантоном Виссамбур.

## История
Кантон был основан 4 марта 1790 года в ходе учреждения департаментов как часть тогдашнего «района Виссамбур».
Официальная дата создания кантона — 1793 год. С созданием округов 17 февраля 1800 года, кантон с 1801 года переподчинён в качестве составной части округа Висамбур.
В составе Германской империи с 1871 по 1919 год существовал имперский район Виссамбур в пределах имперской провинции Эльзас-Лотарингии без разбиений на города и общины.
С 28 июня 1919 года кантон Вёрт снова стал частью округа Виссамбур.
С 1940 по 1945 год территория была оккупирована гитлеровской Германией.
До административной реформы 2015 года в состав кантона входило 17 коммун. По закону от 17 мая 2013 и декрету от 18 февраля 2014 года количество кантонов в департаменте Нижний Рейн уменьшилось с 44 до 23. Новое территориальное деление департаментов на кантоны вступило в силу во время выборов 2015 года. После реформы кантон был упразднён. Коммуны переданы с состав вновь созданного кантона Рейшсоффен.

## Консулы кантона
| Период    | Консул                | Должность                          |
| --------- | --------------------- | ---------------------------------- |
| 1945—1961 | François Blavin       | Мэр коммуны Вёрт (1946—1963)       |
| 1961—1992 | François Grussenmeyer | Мэр коммуны Рейшсоффен (1971—1989) |
| 1992—2015 | Guy-Dominique Kennel  | Мэр коммуны Прешдорф (1989—2008)   |

## Состав кантона
До марта 2015 года кантон включал в себя 17 коммун:
| Код INSEE | Коммуна           | Французское название   | Почтовый индекс | Площадь, км² | Население (2013) | Плотность, чел/км² |
| --------- | ----------------- | ---------------------- | --------------- | ------------ | ---------------- | ------------------ |
| 67037     | Библисайм         | Biblisheim             | 67360           | 2,24         | 332              | 148,2              |
| 67093     | Диффенбак-ле-Вёрт | Dieffenbach-lès-Woerth | 67360           | 3,61         | 352              | 97,5               |
| 67110     | Дюрренбак         | Durrenbach             | 67360           | 5,3          | 1082             | 204,2              |
| 67132     | Эшбак             | Eschbach               | 67360           | 3,97         | 930              | 234,3              |
| 67141     | Форстайм          | Forstheim              | 67580           | 5,05         | 576              | 114,1              |
| 67147     | Фрёшвиллер        | Froeschwiller          | 67360           | 5,75         | 522              | 90,8               |
| 67160     | Гёрсдорф          | Goersdorf              | 67360           | 13,14        | 1110             | 84,5               |
| 67177     | Гюнстет           | Gunstett               | 67360           | 6,3          | 683              | 108,4              |
| 67186     | Эжене             | Hegeney                | 67360           | 1,76         | 404              | 229,6              |
| 67257     | Лампертслок       | Lampertsloch           | 67250           | 10,43        | 731              | 70,1               |
| 67259     | Ланженсультсбак   | Langensoultzbach       | 67998           | 13,09        | 922              | 70,4               |
| 67260     | Лобак             | Laubach                | 67580           | 1,69         | 311              | 184,0              |
| 67303     | Морсбронн-ле-Бен  | Morsbronn-les-Bains    | 67360           | 6,87         | 723              | 105,2              |
| 67341     | Обердорф-Спакбак  | Oberdorf-Spachbach     | 67360           | 2,36         | 364              | 154,2              |
| 67379     | Прешдорф          | Preuschdorf            | 67250           | 7,57         | 942              | 124,4              |
| 67511     | Вальбур           | Walbourg               | 67360           | 5,33         | 823              | 154,4              |
| 67550     | Вёрт              | Woerth                 | 67360           | 6,47         | 1753             | 270,9              |

В результате административной реформы в марте 2015 года кантон был упразднён. Коммуны переданы в состав вновь созданного кантона Рейшсоффен (округ Агно-Висамбур).